# Тоно
То́но (яп. 遠野市 То:но-си) — город в Японии, находящийся в префектуре Иватэ. Площадь города составляет 825,62 км², население — 28 113 человек (1 августа 2014), плотность населения — 34,05 чел./км².

## Географическое положение
Город расположен на острове Хонсю в префектуре Иватэ региона Тохоку. С ним граничат города Камаиси, Ханамаки, Осю, Мияко и посёлки Сумита, Оцути.

## Население
Население города составляет 28 113 человек (1 августа 2014), а плотность — 34,05 чел./км². Изменение численности населения с 1980 по 2005 годы:
| 1980 | 37 382 чел. |  |
| 1985 | 36 312 чел. |  |
| 1990 | 34 923 чел. |  |
| 1995 | 33 898 чел. |  |
| 2000 | 33 108 чел. |  |
| 2005 | 31 402 чел. |  |

## Символика
Деревом города считается тис остроконечный, цветком — Lilium auratum, птицей — Syrmaticus soemmerringii.

## Фольклор

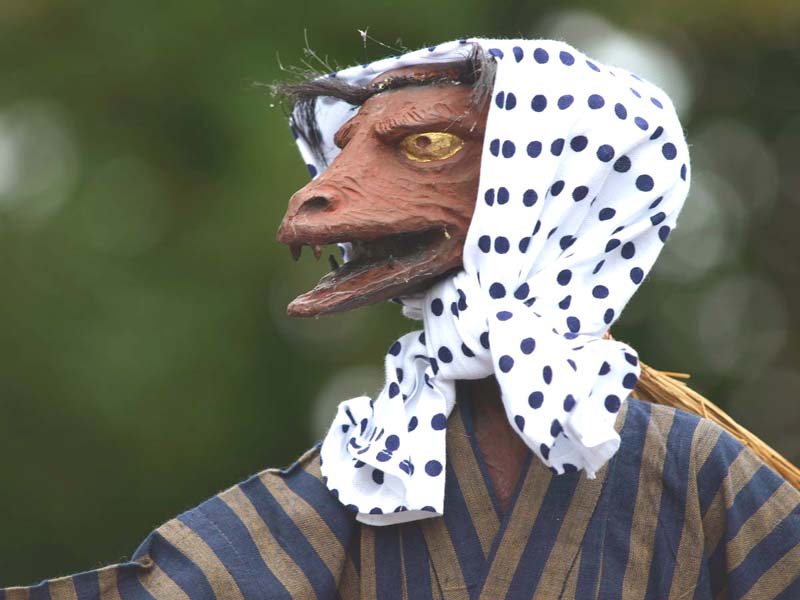
Скульптура каппы, установленная перед местным вокзалом

Тоно известен в Японии по книге «Тоно Моногатари» («Рассказы о Тоно») (1910), написанной Кунио Янагита, собиравшем местные народные легенды. Книга считается одним из значимых исследований японского фольклора и по ней был снят одноимённый фильм (1982). Некоторые из легенд связаны с каппами, озорными водяными духами. В Тоно есть место Каппа-бути, водный поток, где, по преданию, живут каппы. 
Здесь существует аттракцион по ловле капп, которых ловят на огурцы. За пойманного каппу объявлена премия ― 10 миллионов иен.
Маскотом города является Карин-чан — симпатичная каппа с колокольчиком в руках.

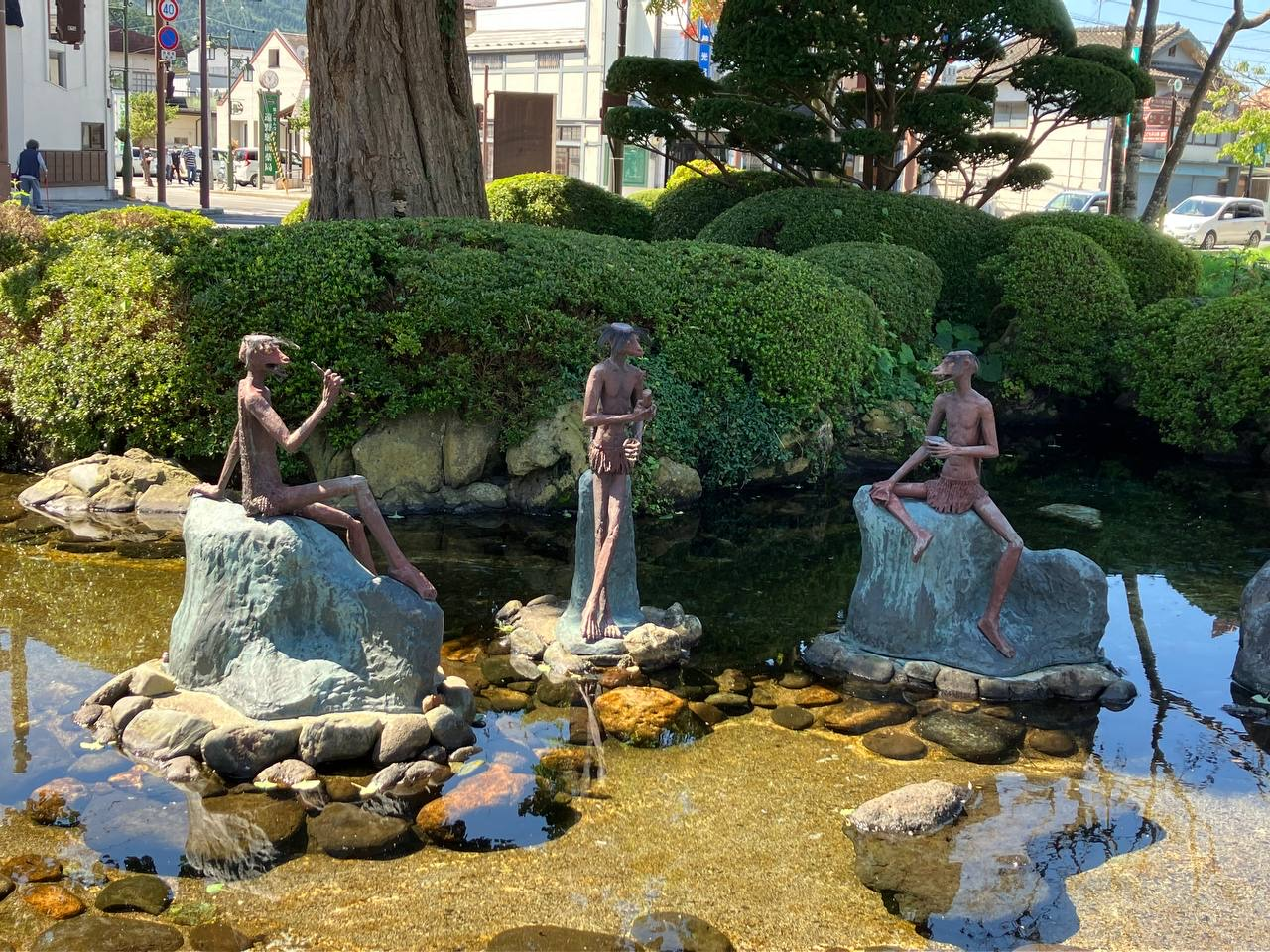
Скульптуры трёх капп в Тоно
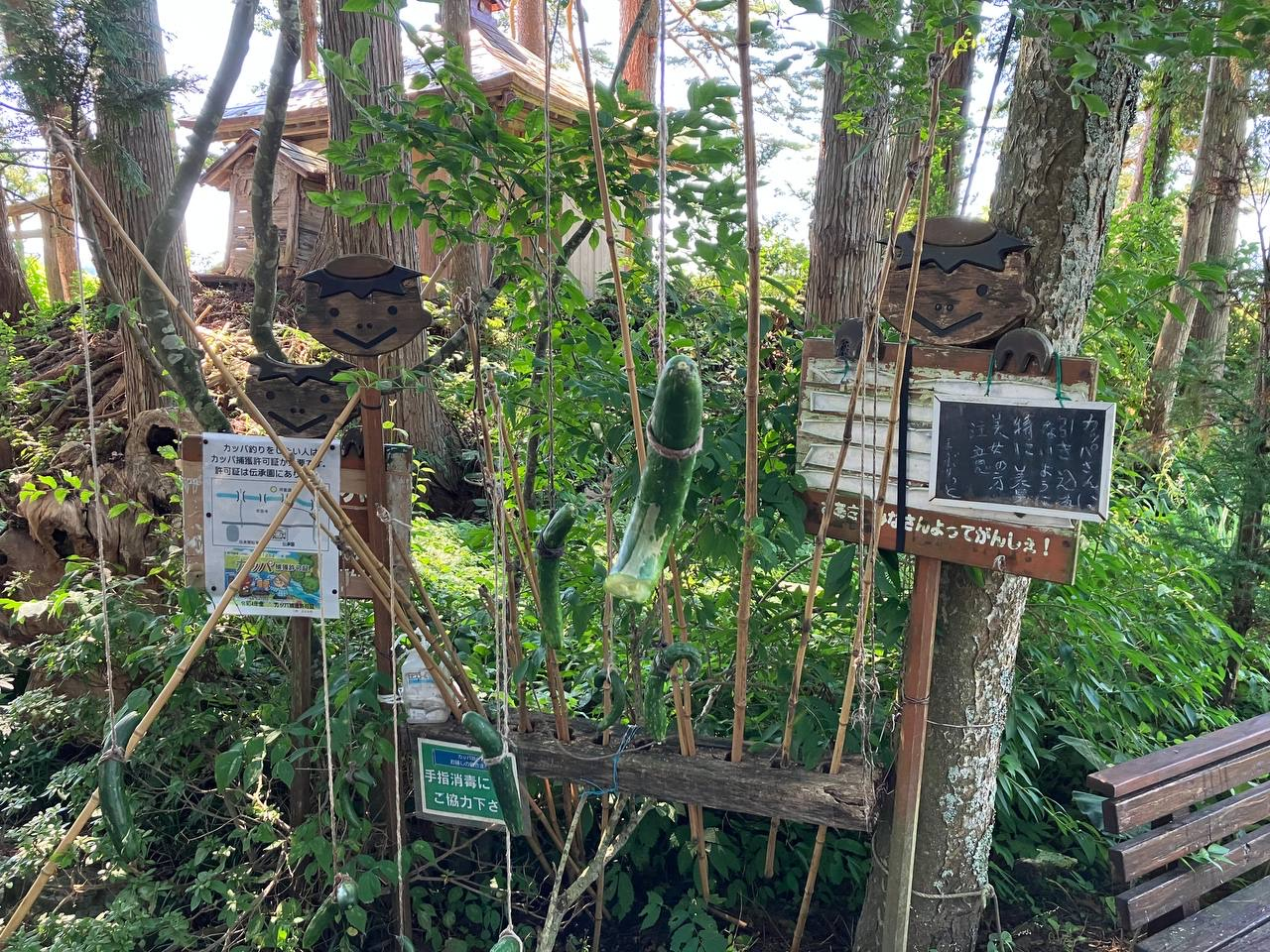
Удочки и наживка для ловли капп
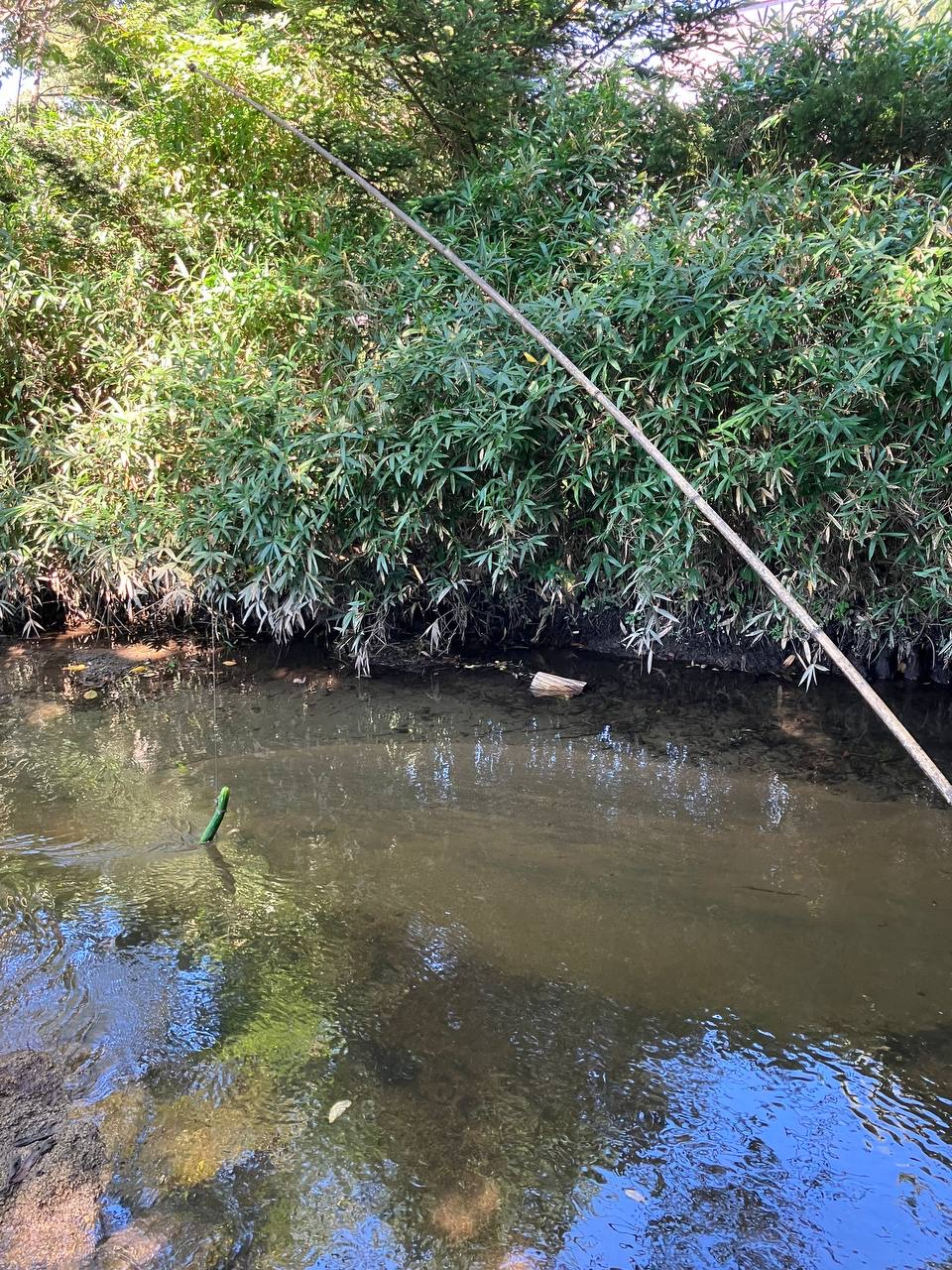
Ловля капп на огурец
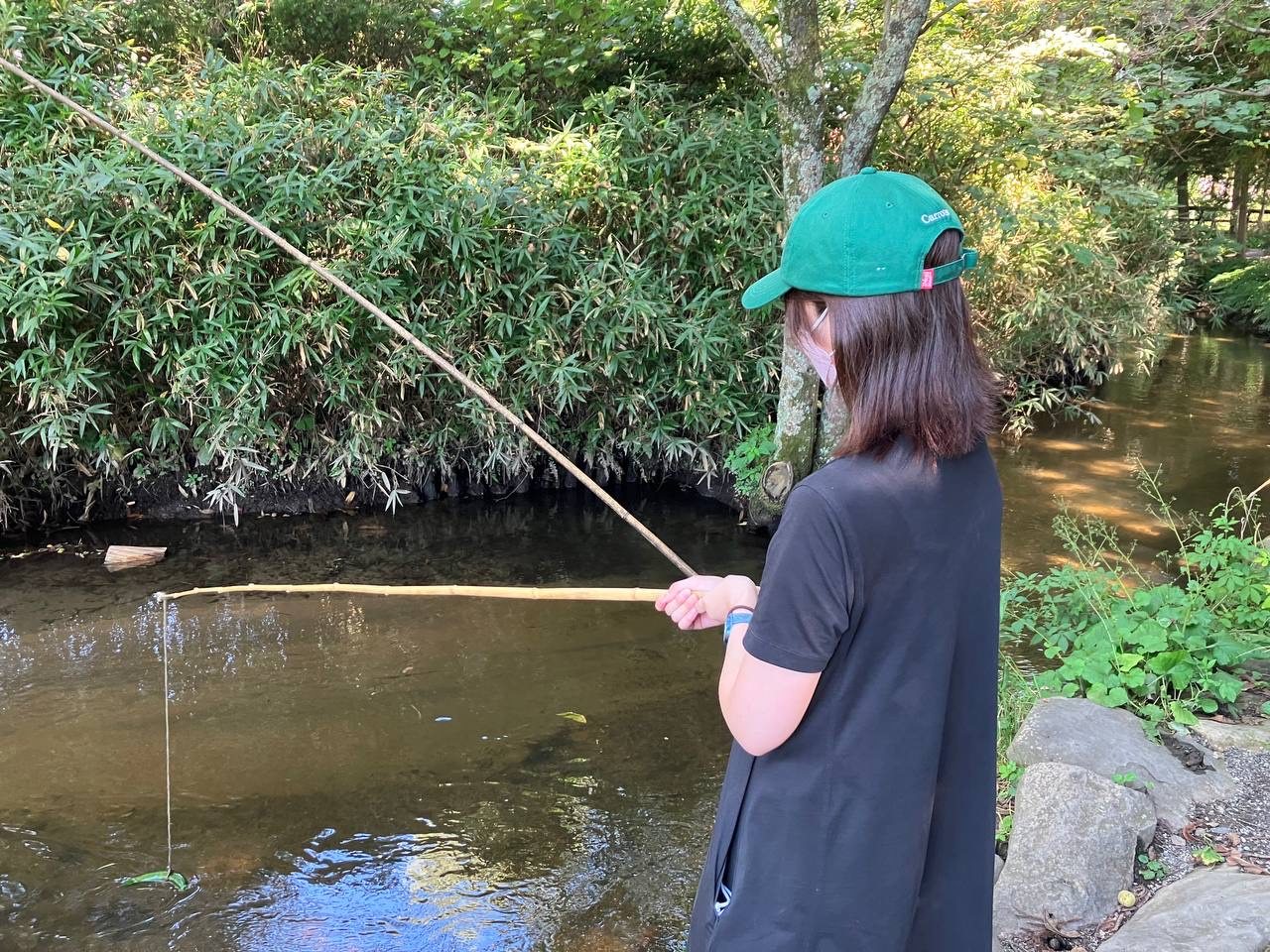
Ловля каппы